# Antti Inberg
Antti Inberg (ur. 10 października 1972 r.) – fiński narciarz, specjalista narciarstwa dowolnego. Najlepszy wynik na mistrzostwach świata osiągnął podczas mistrzostw w La Clusaz i mistrzostw w Iizuna, gdzie zajmował 4. miejsce w balecie narciarskim. Nie startował na igrzyskach olimpijskich. Najlepsze wyniki w Pucharze Świata osiągnął w sezonie 1995/1996, kiedy to zajął 9. miejsce w klasyfikacji generalnej, a w klasyfikacji baletu narciarskiego był czwarty.
W 2000 r. zakończył karierę.

## Sukcesy

### Mistrzostwa Świata
| Miejsce | Dzień     | Rok  | Miejscowość | Konkurencja      | Zwycięzca        |
| ------- | --------- | ---- | ----------- | ---------------- | ---------------- |
| 18.     | 12 marca  | 1993 | Altenmarkt  | Balet narciarski | Fabrice Becker   |
| 4.      | 17 lutego | 1995 | La Clusaz   | Balet narciarski | Rune Kristiansen |
| 4.      | 7 lutego  | 1997 | Iizuna      | Balet narciarski | Fabrice Becker   |
| 7.      | 11 marca  | 1999 | Meiringen   | Balet narciarski | Ian Edmondson    |

### Puchar Świata

#### Miejsca w klasyfikacji generalnej
- 1991/1992 – 116.
- 1992/1993 – 72.
- 1993/1994 – 51.
- 1994/1995 – 27.
- 1995/1996 – 9.
- 1996/1997 – 11.
- 1997/1998 – 12.

#### Miejsca na podium
1. La Plagne – 14 grudnia 1995 (Balet narciarski) – 3. miejsce
2. Breckenridge – 18 stycznia 1996 (Balet narciarski) – 3. miejsce
3. Breckenridge – 18 stycznia 1996 (Balet narciarski) – 3. miejsce
4. Kirchberg – 1 lutego 1996 (Balet narciarski) – 3. miejsce
5. Hasliberg – 22 marca 1996 (Balet narciarski) – 2. miejsce
6. Tignes – 5 grudnia 1996 (Balet narciarski) – 2. miejsce
7. Kirchberg – 19 lutego 1997 (Balet narciarski) – 2. miejsce
8. Hasliberg – 1 marca 1997 (Balet narciarski) – 3. miejsce
9. Hasliberg – 1 marca 1997 (Balet narciarski) – 3. miejsce
10. Breckenridge – 29 stycznia 1998 (Balet narciarski) – 3. miejsce
11. Hasliberg – 6 marca 1998 (Balet narciarski) – 3. miejsce
12. Hasliberg – 6 marca 1998 (Balet narciarski) – 3. miejsce
13. Heavenly Valley – 22 stycznia 1999 (Balet narciarski) – 2. miejsce
14. Ovindoli – 4 marca 2000 (Balet narciarski) – 3. miejsce

- W sumie 4 drugie i 10 trzecich miejsc.